# Manduca occulta
The Occult Sphinx (Manduca occulta) là một loài bướm đêm thuộc họ Sphingidae. Nó được tìm thấy ở Panama phía bắc through Trung Mỹ (bao gồm Belize, Guatemala, Nicaragua và Costa Rica) và México to miền nam Arizona và on occasion miền nam Florida.
Sải cánh dài 105–120 mm. It is similar to Manduca diffissa tropicalis và can be distinguished only by a study of the genitalia. There are brownish black bands on the hindwing underside.
Có một lứa một năm in Costa Rica con trưởng thành bay từ tháng 5 đến tháng 6. In Nicaragua, adults have been recorded từ tháng 7 đến tháng 8 và in tháng 10. Strays in Florida have been recorded in tháng 9. They feed on the nectar of various flowers.
Ấu trùng ăn Cestrum glanduliferum, Cestrum racemosum, Solanum accrescens và Solanum hazenii.